# Joan Pujol i Matheu
Joan Pujol i Matheu (o Mateu) (Barcelona, 18 d'abril de 1862 - 1938) va ser president del Centre musical de la ciutat de Barcelona.
El 1913 s'estrena l'obra anomenada Muerte de San Francisco, composta per Pujol amb lletra de Jacint Verdaguer i interpretada per l'Orquestra Simfònica de Barcelona al teatre “El Dorado” de Barcelona. Joan Pujol Matheu fou mestre de piano de Narcisa Freixas

## Fons personal
El Centre de Documentació de l'Orfeó Català conserva una part del seu fons personal. La tipologia musical que integra aquest fons és bàsicament música popular. De les poques composicions de música religiosa que hi trobem destaquen tres misses. Pel que fa a la música popular, observem que més o menys les tres quartes parts de les obres estan pensades per a instruments (generalment orquestra), però també destaquen les peces per a violí, quartet de corda, oboè... També cal destacar un nombrós grup de composicions per a cobla (la gran majoria sardanes, tot i que també hi ha algunes danses). També trobem un gran nombre de composicions pensades per a veu o cor. Destaquen alguns arranjaments de Joan Pujol i Matheu d'òperes.
S'han trobat tres tractats d'harmonia i contrapunt, i un llistat de les seves composicions.
La majoria d'obres estan signades pel mateix autor. Trobem unes petites variacions en algunes de les signatures: 
- Algunes obres estan signades amb el que sembla un pseudònim: Pujolay.
- A la majoria d'obres la J de Joan és una clau de sol.
- En algunes obres el cognom apareix amb una s al final: Matheus
- En algunes obres, el cognom apareix sense la h intercalada: Mateu.

També es conserven obres de Joan Pujol Matheu a la Biblioteca de Catalunya.